# Kongresszentrum Karlsruhe
Das Kongresszentrum Karlsruhe ist das größte innerstädtische Kongresszentrum Deutschlands und wird von der Karlsruher Messe- und Kongress GmbH betrieben. Es befindet sich in Lauflage zum Hauptbahnhof und umfasst etwa 20.000 m² Ausstellungsfläche in vier Hallen, die um den 10.000 m² großen Festplatz angeordnet sind.
Bis zur Eröffnung des Messegeländes Karlsruhe 2003 wurde das Kongresszentrum auch für die Durchführung von Fach- und Publikumsmessen genutzt. Hier fanden unter anderem die große Regionalmesse Offerta und die Learntec statt. 1980 wurde der Gründungsparteitag der Grünen in der Stadthalle abgehalten.
Das Kongresszentrum besteht aus der Stadthalle, dem Konzerthaus, der Schwarzwald- und der Gartenhalle. Das Herzstück des Kongresszentrums, die Stadthalle, ist seit Mitte 2017 in der Sanierung und geschlossen. Die Nancyhalle gehört heute nicht mehr zum Kongresszentrum.

## Gebäude

### Stadthalle

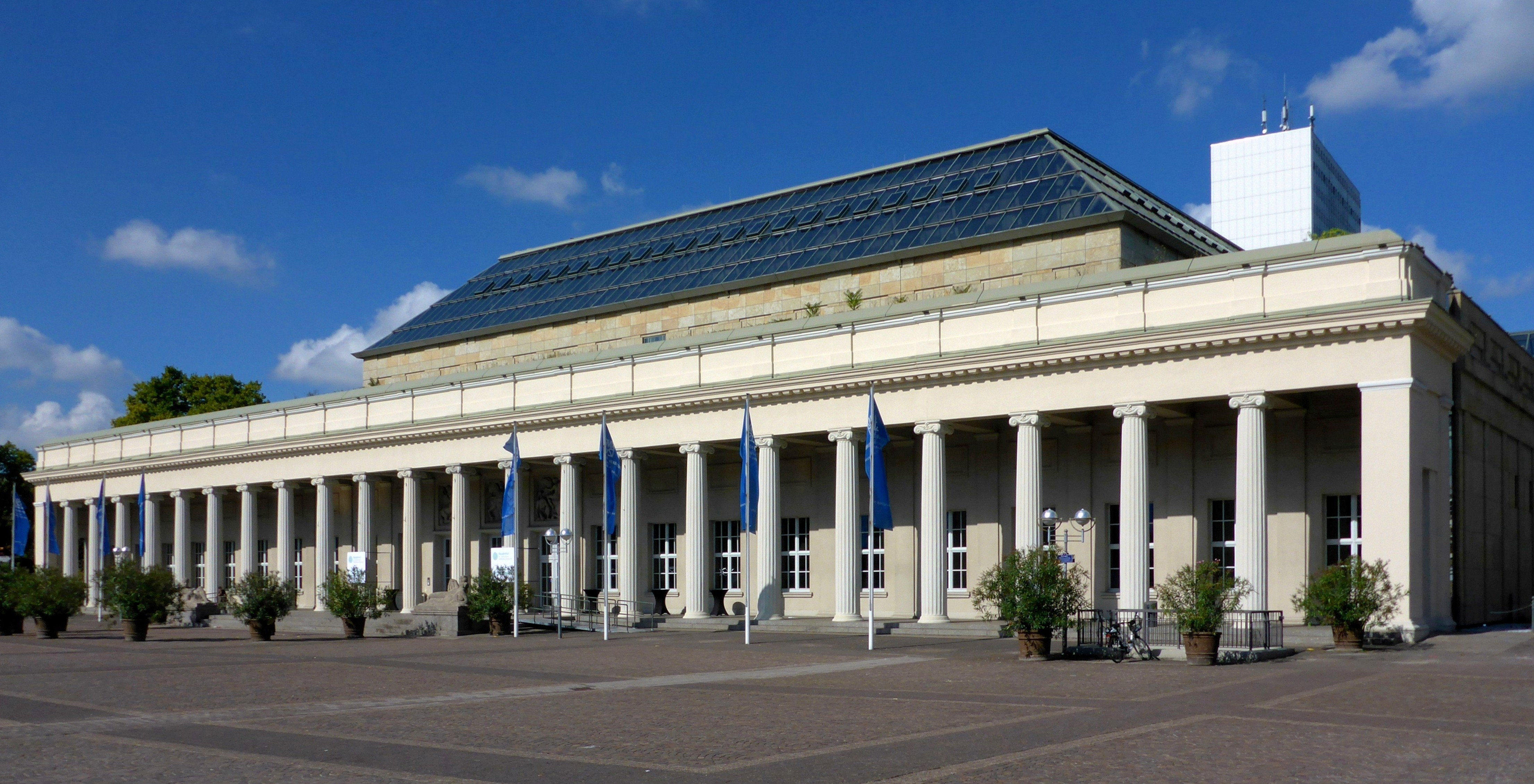
Stadthalle

Die Stadthalle hat 5 Veranstaltungssäle für 4.000 Personen, 5 Konferenzräume sowie 17 Seminarräume und 3 Foyers mit insgesamt 6.000 m² Fläche. Die denkmalgeschützte Säulenvorhalle wurde von dem ursprünglich 1915 von Curjel & Moser als Ausstellungshalle erbauten Vorgängerbau übernommen. Die heutige, nach Plänen von Herman Rotermund und Christine Rotermund-Lehmbruck als Haus im Haus erbaute Stadthalle, wurde 1985 eröffnet.

### Konzerthaus

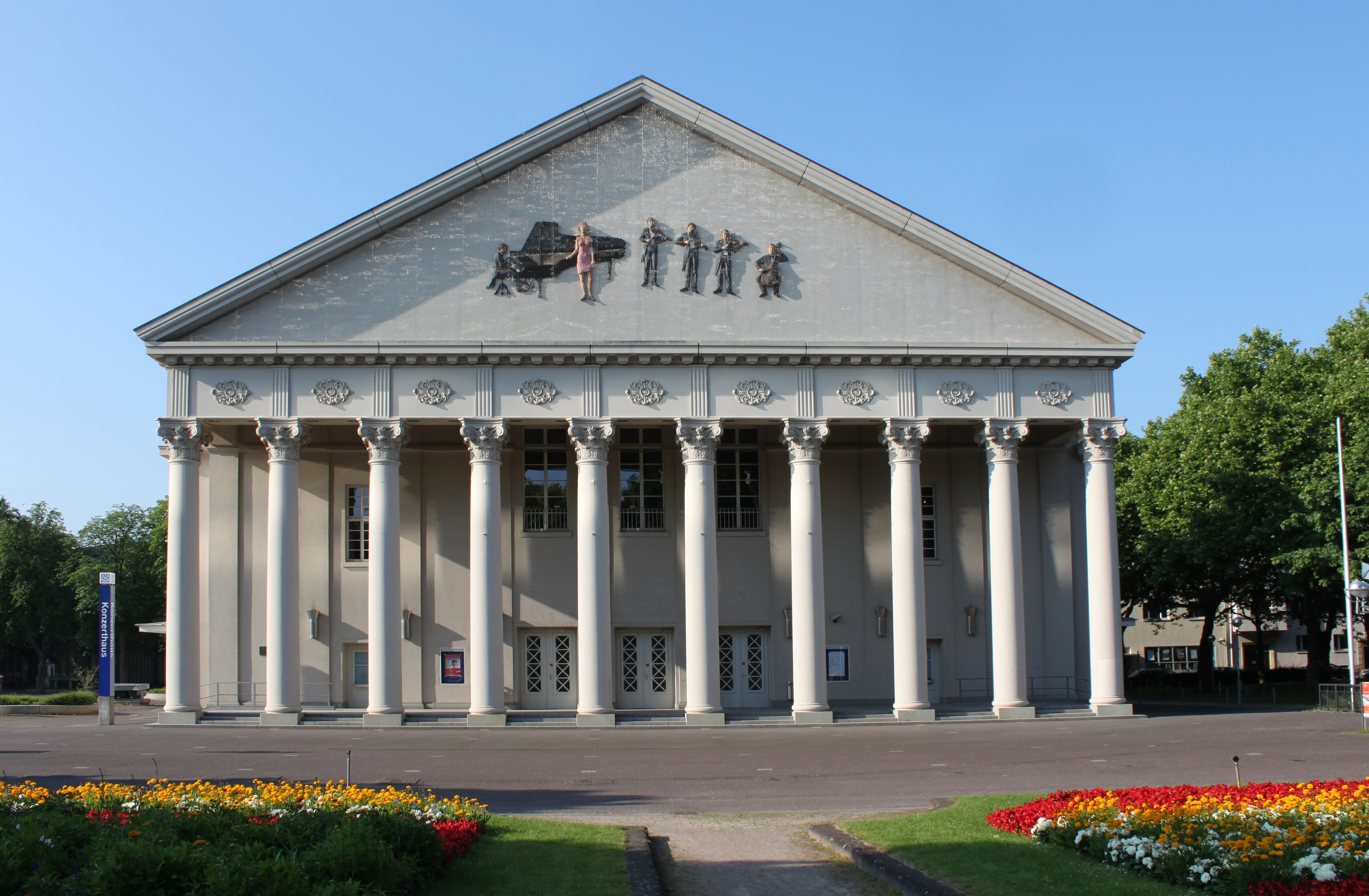
Konzerthaus

Das neoklassizistische Konzerthaus entstand 1913 bis 1915 nach Plänen der Architekten Curjel & Moser. Die denkmalgeschützte Halle verfügt über einen großen und einen kleinen Saal sowie drei Seminarräume und zwei Foyers.
Der im Zweiten Weltkrieg zerstörte Säulenportikus wurde erst 1993/94 wiederhergestellt. Seit 1996 ersetzt eine Konzertszene von Stephan Balkenhol mit sechs Musikern aus glasierter Keramik das ursprünglich im Giebelfeld angebrachte Relief Geburt der Venus. Nach der Zerstörung des Theaters am Schlossplatz 1944 und bis zur Eröffnung des Neubaus am Ettlinger Tor 1975 diente das Konzerthaus als provisorische Spielstätte für das Badische Staatstheater.

### Schwarzwaldhalle

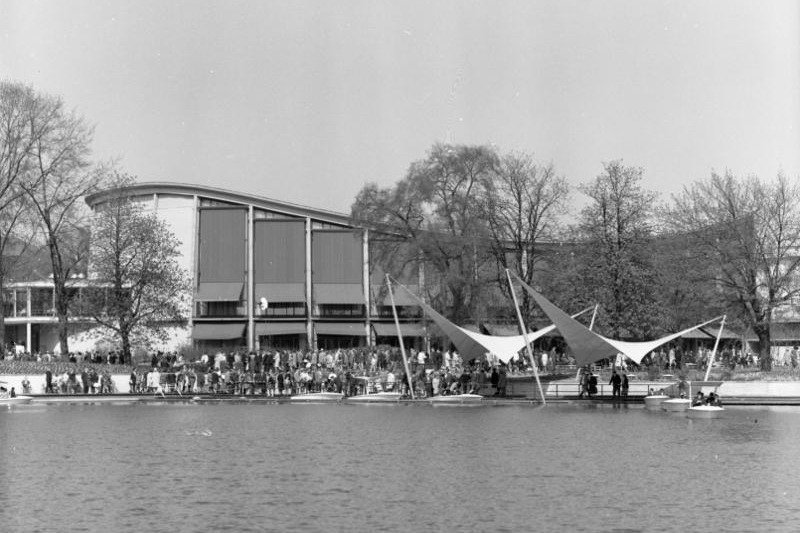
Schwarzwaldhalle

Die denkmalgeschützte Schwarzwaldhalle wurde von Erich Schelling und Ulrich Finsterwalder entworfen und nach nur sechs Monaten Bauzeit am 19. August 1953 eröffnet. Bemerkenswert ist das freitragende Hängedach der Halle aus einer sechs Zentimeter starken Beton„schale“ (Seilnetz) bestehend, das erstmals in einer derartigen Größe gebaut wurde und in Fachkreisen weltweit Beachtung fand. Im Inneren befinden sich 2.575 m² säulenfreie Ausstellungsfläche, alternativ haben bis zu 3.500 Personen Platz. Die Schwarzwaldhalle ist mit der Gartenhalle verbunden.

### Gartenhalle

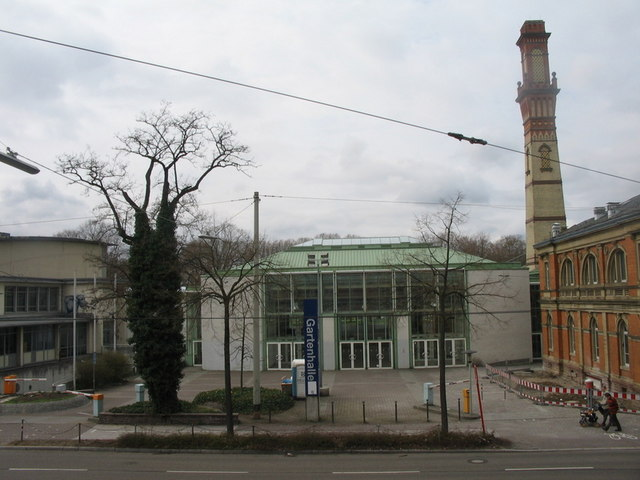
Gartenhalle

Die Gartenhalle bietet 5.000 m² Fläche, hat eine Deckenhöhe von bis zu 10 Meter und eine sehr hohe Bodenbelastbarkeit, was sie für Ausstellungen schwerer Maschinen geeignet macht. Sie wurde 1990 an der Stelle eines Vorgängerbaus eröffnet und ist somit die neueste Halle des Kongresszentrums. Der denkmalgeschützte Kamin eines alten Heizkraftwerks ist in den Bau integriert.

## Verkehrsanbindung

### U-Bahnhof
Der U-Bahnhof Kongresszentrum liegt östlich des Festplatzes am Kongresszentrum. Er liegt im Südabzweig-Tunnel unterhalb der Via Triumphalis (Ettlinger Straße) und besitzt die beiden Gleise 3–4. Es verkehren mehrere Linien der Stadtbahn und eine Linie der Straßenbahn. Der unterirdische Bahnhof wurde im Rahmen der Kombilösung ab 2012 erbaut und im Dezember 2021 eröffnet.
| Stadtbahn & Straßenbahn     |
| --------------------------- |
| 2 S 1 S 11 S 4 S 52 S 7 S 8 |

### Stillgelegte Straßenbahnhaltestellen
Im näheren Umfeld des Kongresszentrums befanden sich bis zur Eröffnung des U-Bahnhofs zwei Straßenbahnhaltestellen. Die oberirdische Haltestelle Kongresszentrum (ehemals: Volkswohnung/Staatstheater) liegt nordöstlich des jetzigen U-Bahnhofs, die Haltestelle Konzerthaus westlich der Stadthalle. Beide Haltestellen sind nicht barrierefrei ausgebaut und werden seit Dezember 2021 nur noch von einigen wenigen Fahrten täglich bedient.

### Straßenverkehr
Die Bundesstraße 10 schließt nördlich an das Kongresszentrum an, mit ihr ist über die Anschlussstelle Karlsruhe-Mitte eine schnelle Verbindung zur Autobahn A5 möglich.